# Abusir (lago Maryut)
Abusir o Abousir (anticamente Taposiris Magna) è una città marina situata sulle rive del lago Maryut, nell'estremità occidentale del delta del Nilo in Egitto. Si trova circa 48 km a sud-ovest di Alessandria d'Egitto. Vi si possono trovare le rovine di un antico tempio, ed un'antica copia del faro di Alessandria. Nel 2009 si è ipotizzato che possa essere il luogo di sepoltura di Cleopatra VII e Marco Antonio.

## Antichi reperti
Una serie di tombe ed i resti di un tempio sono stati rinvenuti su un crinale di pietra, situato tra il lago ed il mare.

### Antica tomba
Si pensa che un'antica tomba ben conservata sia in realtà una copia di dimensioni ridotte del famoso faro di Alessandria. Noto comunemente con vari nomi (Faro di Abusir, Monumento funerario di Abusir e Burg al-Arab), è una torre a tre piani, alta approssimativamente 20 metri, con base quadrata, sezione mediana esagonale e sezione alta cilindrica, come l'edificio che sembra copiare. È databile al regno di Tolomeo II (285–246 a.C.), ed è quindi circa contemporanea del faro di Alessandria.

### Tempio di Iside
Basandosi sui resti delle colonne, sembra trattarsi di un tempio tolemaico in stile dorico. Fu comunque sostituito da una chiesa nel IV secolo. Oggi resta in piedi solo la cinta muraria.. Fu costruito nel 287-289 a.C.

## Recenti scavi
Zahi Hawass e Kathleen Martinez hanno scavato le vicinanze del tempio di Iside a partire dal 2006. Hanno trovato una testa umana scolpita ed una maschera parziale, con un mento che ricorda Marco Antonio, ed un insieme di monete che raffigurano Cleopatra VII. In base a questi ritrovamenti e ad un racconto di Plutarco, si crede che Cleopatra e Marco Antonio siano entrambi sepolti nelle vicinanze, probabilmente all'interno del tempio di Iside.